# Form One
Johan Berth Reinhold alias Form One (från början "Formula One"), född 8 juli 1978 på Uddevalla lasarett i västra Götaland, är en svensk rappare. Han rappar på engelska. 
Född och uppvuxen i Henån på Orust, flyttade tidigt till Stenungsund där han upptäckte musiken och spelade en kort tid i band. Flyttade senare och bosatte sig i Göteborg där vägar korsades med andra lokala rappare så som Leo och PST/Q från MBMA (Mobbade Barn Med Automatvapen), Glaciuz The ICY m.fl. 
Den lokala hiphop-producenten D.C (Dynamic) stod bakom mycket av Form One's tidiga material som spelades in i den mytomspunna och idag legendariska Nacksving Studion. Men det var Embee (producent i Looptroop) som gav Form One chansen att höras av en publik när han tog med ett bidrag på "The Way Beyond Mixtape II" som släpptes 1998.
Det skulle dock dröja till år 2000 innan Form One fick sitt genombrott med den idag klassiska låten "Burning Rubber" som återfinns på samlingsskivan "Den Svenska Underjorden" producerad av Masse och utgiven på Redline Records/ Virgin.
Kort därefter startade Form One (i media kallat) supergruppen Loose Cannons där även rapparna Nephilim, Glaciuz The Icy och Leo Ruckman (M.B.M.A.) ingick. Gruppen hann släppa 4-spårs EP:n "Gimme The Mic" 2002 på Blenda Records men upplöstes kort därefter då Leo valde att sluta rappa.
Form One fortsatte sedan sin solokarriär som rappare och hann samma år med att jobba med den amerikanska undergroundrapparen, "Akrobatik" vars bidrag "Worldwide" återfinns på den klassiska "Swedish Ish" EP:n producerad av Dj Dainja och D.C, utgiven 2002 på Blenda Records.
2003 släppte Form One sin första egna EP "Three Poisonous Darts" (Street Level Records) där Amerikanska undergroundhjältar som Copywrite, Camu Tao från gruppen MHz och Rahsheed/ Maylay Sparks samt Leo Kalocain gästade på varsin låt. EP:n innebar ett mindre genombrott internationellt sett då den distribuerades världen över via Landspeed Records och sålde slut samma år.
Tidigt 2004 träffade Form One producenten Astma vilket resulterade i den sista tre låtarna som Loose Cannons på samlingsskivan "Astma Presents", utgiven samma år på ASBEREC/ Playground Music. 
Kort därefter startade de bägge gemensamt skivbolaget DLX Entertainment som 2005 gav ut Form Ones debutalbum "Meet Johnny Rhino". Skivan kritikerrosades och beskrevs i media som citat, "En milstople för Svensk hiphop på engelska!" slut citat. På debuten återfanns samarbeten med Amerikanska storheter som A.G (Show & A.G/ D.I.T.C.), Chino XL, Sean Price (Bootcamp Click/ Heltah Skeltah) och Yak Ballz, medlem i Cages omtalade crew, The Weathermen. Producenter som hjälpte till på skivan innefattar Soul Supreme, Dj Large, Astma och Michel Rocwell. Soundism mixade albumet. Skivan nominerades för årets "Soul / RnB / Hiphop" på Manifestgalan 2006. Form One blev också den första Svenska artisten att få en hel timmas utrymme på Mats Nileskärs program P3 Soul som sänds på Sveriges Radio.
Samma skiva släpptes i en Europaversion på DLX Entertainment/ Rootspeople Society under 2006 med ett bonusspår/ remix på låten "Jealousy" producerat av Dj Large. Med utlandslanseringen följde även en utsåld Europaturné tillsammans med Looptroop och den Tyska rapstjärnan "Samy Deluxe" samt reggaefenomenet "Nosliw".
I början på året meddelade Form One att han nu jobbar på sitt andra soloalbum som han valt att kalla "Behind Blue Eyes", beräknat att släppas under senare hälften av 2007.
1 oktober 2008 släppte Form One, tillsammans med producenten Astma, Mixtapet "A New Season (the prequel mixtape)" på www.kingsizemagazine.se, med gäster som Lazee, Rakaa (från Dilated Peoples), Million Stylez och Vincent. Det var för att få upp en hype kring albumet "Behind Blue Eyes" som ska släppas senare samma år.
2011 har Johan slutat rappa och släpper den första singeln "Shoot me Down" från sitt kommande indie-electro-pop fullängdsalbum "Beautiful Loser" som kommer släppas under 2013. 

## Diskografi

### Album
- 2008 – Form One - Behind Blue Eyes
- 2005 – Form One - Meet Johnny Rhino

### Singlar och EP
- 2008 - Form One - Falling Down
- 2008 - Form One - Away
- 2008 - Form One ft. Vincent - Money
- 2005 – Form One - Kill That Noise EP
- 2003 – Form One - Three Poisonous Darts EP
- 2002 – Loose Cannons - Gimme The Mic EP

### Mixtapes
2008 - A New Season (the prequel mixtape)

## Fotnoter
1. ↑  ”Arkiverade kopian”. Arkiverad från originalet den 5 oktober 2012. https://web.archive.org/web/20121005162740/http://www.johanreinhold.com/. Läst 17 september 2012.